# حسین الحسینی
سید حسین الحسینی (عربی: حسین الحسینی‎ ۱۵ آوریل ۱۹۳۷–۱۱ ژانویه ۲۰۲۳) دولتمرد لبنانی، رئیس سابق پارلمان لبنان و پدر پیمان طائف بود که منجر به پایان جنگ داخلی لبنان در سال ۱۹۹۰ شد.
الحسینی یکی از بنیانگذاران جنبش محرومان و شاخه نظامی آن، جنبش امل بود و به عنوان یکی از شخصیت‌های بنیانگذار مقاومت لبنان شناخته می‌شود. او یکی از نخستین رهبران شاخه سیاسی امل و پس از ربوده شدن موسی صدر در میانهٔ جنگ داخلی لبنان، به عنوان یکی از جانشینان وی و رهبران جنبش امل شناخته می‌شد. با این حال، او در سال ۱۹۸۰ به دلیل مخالفتش با تشدید دخالت جنبش امل در جنگ داخلی، از سمت رهبری خود استعفا داد. کمک‌های او به سیاست لبنان و حمایت از حکومت قانون به‌طور گسترده‌ای به رسمیت شناخته شد و پس از مرگش به عنوان «آخرین قهرمان لبنان» مورد تحسین قرار گرفت.

## زندگی‌نامه

### زندگی شخصی و حیات سیاسی اولیه
الحسینی که در ۱۵ آوریل ۱۹۳۷ در زحله در یک خانواده شیعه سرشناس اهل شمسطار متولد شد. او در سال ۱۹۷۲ در سن ۳۵ سالگی به عنوان نماینده مجلس لبنان انتخاب شد. وی از سال ۱۹۷۲ تا ۱۹۷۴ ریاست کمیسیون امور عمومی و منابع برق آبی مجلس را بر عهده داشت. وی همچنین عضو کمیسیون مالی و بودجه مجلس بود.
در سال ۱۹۷۴، او به همراه موسی صدر، جنبش محرومان را (که بعدها به نام جنبش امل شناخته شد) تأسیس کرد. جنبش محرومان در آغاز اعضای خود را از پایگاه انتخاباتی الحسینی در منطقه بقاع جذب کرد. او نزدیکترین همکار صدر در رهبری امل بود. الحسینی به عنوان رئیس شاخه سیاسی امل و همچنین در مجلس اعلای شیعیان لبنان که در سال ۱۹۶۷ یکی از اعضای مؤسس آن شده بود، فعالیت می‌کرد.
در سال ۱۹۷۸، پس از ناپدید شدن صدر در لیبی، او دبیرکل امل شد. او در ۱۷ ژوئن ۱۹۸۰، به دنبال سوءقصد نافرجام به جانش توسط شبه نظامیان ساف و پس از مقاومت در برابر فشارهای سوریه برای درگیر کردن امل در جنگ داخلی لبنان، از این سمت استعفا داد. استعفای او با استعفای بیشتر اعضای مؤسس امل، انتصاب نبیه بری با حمایت سوریه به رهبری امل و متعاقب آن ورود جنبش امل به جنگ همراه شد.

### ریاست مجلس
الحسینی در اکتبر ۱۹۸۴ از سوی نمایندگان مجلس به ریاست مجلس برگزیده شد و پس از ۴ دوره دو ساله متوالی تا اکتبر 1992 در این سمت باقی ماند. در سال ۱۹۸۹، زمانی که الحسینی بر سر کار بود، پیمان طائف را که در پادشاهی عربستان سعودی منعقد شد، تنظیم و ریاست مذاکرات منجر به این پیمان را برعهده داشت. این پیمان به پایان جنگ داخلی لبنان (۱۹۷۵–۱۹۹۰) انجامید. به همین علت او را پدر این پیمان می‌دانند. حسینی همچنین لغو پیمان قاهره و پیمان ۱۷ مه را در کارنامه سیاسی خود دارد.

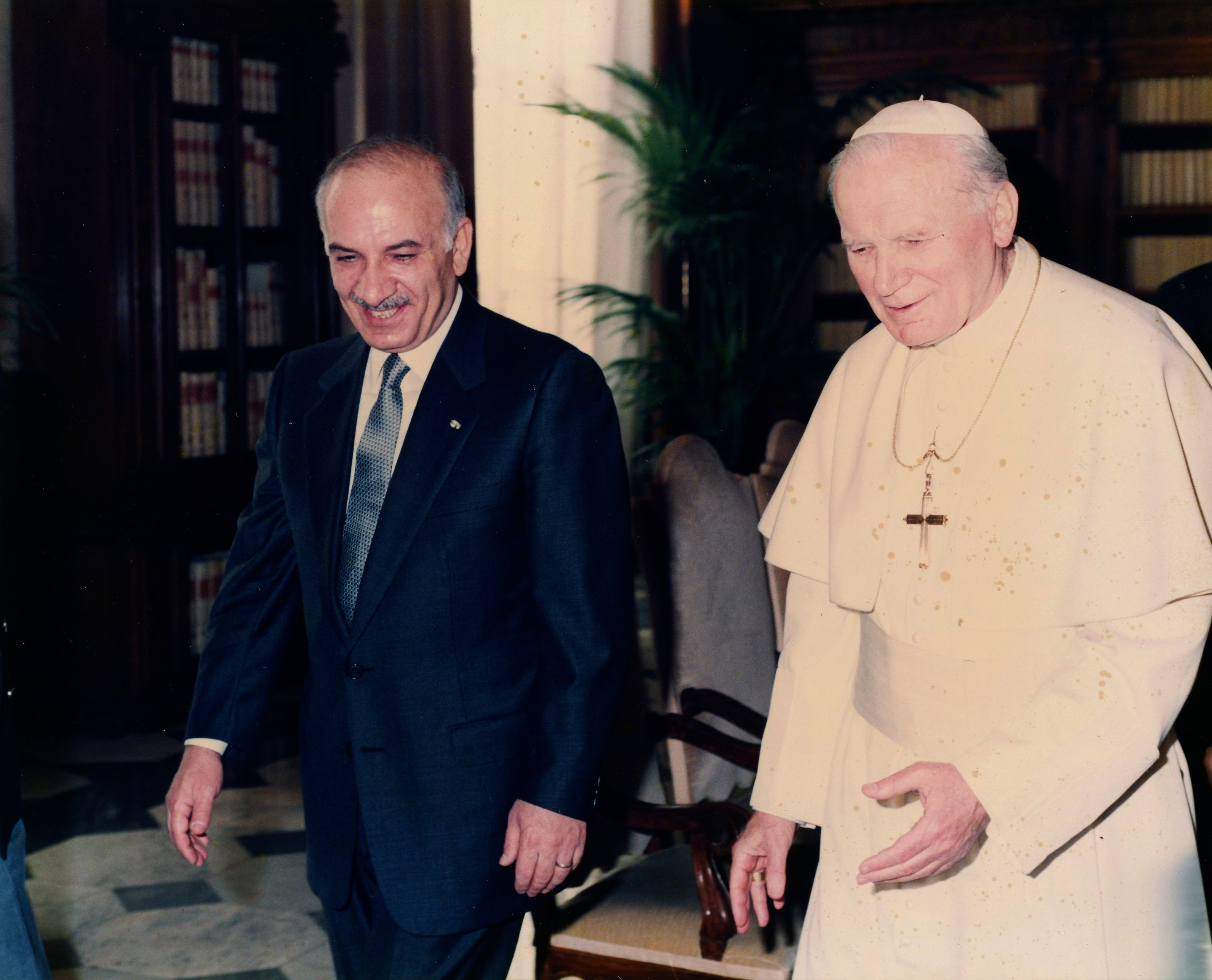
الحسینی با پاپ ژان پل دوم در سال ۱۹۹۱

در سال ۱۹۹۲، نبیه بری در جریان حضور نظامی سوریه در لبنان برای جایگزینی الحسینی به عنوان رئیس مجلس مورد حمایت قرار گرفت، زیرا حسینی علیرغم فشارهای زیاد، از تصویب قانونی که به رفیق حریری (و بعداً سولیدر) اجازه می‌دهد زمین و اموال را در منطقه مرکزی بیروت با پرداخت غرامتی کمتر از ۱۵ درصد از ارزش ملک مصادره کند، امتناع کرده بود. در ۱۲ اوت ۲۰۰۸، الحسینی در یک سخنرانی در جریان رای اعتماد به دولت جدید، استعفای خود را از پارلمان اعلام و خشم خود را از چگونگی از هم گسیختن قانون اساسی ابراز کرد.
الحسینی مدافع قوی دموکراسی، جامعه مدنی و شفافیت در جامعه خود باقی ماند. مرکز مدنی حسینی برای ابتکار ملی موفق شد وزارت کشور را متقاعد کند که به شهروندان لبنانی اجازه دهد تا اشاره به وابستگی فرقه‌ای خود را از سوابق مدنی حذف کنند.

## مرگ
در ۱۱ ژانویه ۲۰۲۳، الحسینی درگذشت. سیاستمداران طیف‌های سیاسی گوناگون از او تمجید و درگذشتش را تسلیت گفتند. واشینگتن پست پس از درگذشت او نوشت «جایگاه او در لبنان با ادای احترام گرم جناح‌هایی که او زمانی آن‌ها را محکوم کرد، مشخص می‌شود».

## میراث
الحسینی با نام مستعار ابوطائف (پدر پیمان طائف) یا عَرّاب الطائف (پدرخواندهٔ پیمان طائف) از رهگذر نقشش در ایجاد این پیمان که به جنگ داخلی لبنان پایان داد، به شدت و به‌طور فعال با فرقه گرایی لبنان مخالف بود. الحسینی از منتقدان برجسته سیاست‌های اقتصادی و مالی دولت‌های لبنان پس از جنگ داخلی به رهبری حریری بود. این سیاست‌ها در نهایت منجر به بحران نقدینگی لبنان شد که در سال ۲۰۱۹ خود را نمایان ساخت. او به خاطر صداقت خود و به عنوان یکی از معدود سیاستمدارانی که در لبنان درگیر فساد بومی این کشور نبود، از احترام زیادی برخوردار بود.
الحسینی به‌طور گسترده به عنوان «نگهبان قانون اساسی لبنان و حاکمیت قانون» و از معدود سیاستمداران لبنانی شناخته می‌شد که همیشه دنباله‌روی لبنان از قدرت‌های خارجی را رد می‌کردند. سیاستمدار لبنانی، ریموند اده، به او لقب معروف «ستون هفتم معبد بعلبک» داد،